# Sysranka
Die Sysranka (russisch Сызранка, Сызрань (Sysran)) ist ein rechter Nebenfluss der Wolga in den russischen Oblasten Uljanowsk und Samara. 
Die Sysranka entspringt auf der Wolgaplatte im Rajon Barysch der Oblast Uljanowsk. 
Sie durchfließt die Wolgaplatte in einem breiten Tal in südöstlicher Richtung und passiert die Kleinstadt Nowospasskoje.
Schließlich erreicht die Sysranka die Großstadt Sysran und mündet am westlichen Ufer des Saratower Stausees in diesen. 
Die Sysranka hat eine Länge von 168 km. 
Sie entwässert ein Areal von 5650 km².
Der mittlere Abfluss 46 km oberhalb der Mündung beträgt 13,8 m³/s.
Die Sysranka wird hauptsächlich von der Schneeschmelze gespeist.
Zwischen Ende Oktober und Anfang Dezember gefriert die Wasseroberfläche der Sysranka.
Ende März / erste Aprilhälfte ist der Fluss wieder eisfrei.